# Sheldon Adelson
Sheldon Gary Adelson, född 4 augusti 1933 i Boston i Massachusetts, död 11 januari 2021 i Malibu, Kalifornien, var en amerikansk affärsman och företagsledare. Adelson var främst verksam i Las Vegas och Macao samt var grundare, styrelseordförande och VD för världens största kasinoföretag Las Vegas Sands.
Den amerikanska ekonomitidskriften Forbes rankade Adelson som världens 38:e rikaste med en förmögenhet på 35 miljarder amerikanska dollar vid hans död den 11 januari 2021. Han avled på grund av komplikationer från Non-Hodgkins lymfom.
Han ägde superyachten Queen Miri, som är namngiven efter hans fru Miriam Adelson.
Adelson är begravd i Jerusalem, Israel.